# Агадир
Агади́р  (каз. Ақадыр) — селище у складі Шетського району Карагандинської області Казахстану. Адміністративний центр Агадирської селищної адміністрації.
Розташоване за 130 км на південь від Караганди.
Через селище проходить залізниця Алмати — Астана, є залізничне депо.
Населення — 9756 осіб (2021; 9612 у 2009, 10564 у 1999, 12387 у 1989).
У період 1970-1997 років селище було центром Агадирського району.